# Nacionalna knjižnica
Nacionalna knjižnica predstavlja vrstu knjižnice koju je osnovala određena vlada da služi kao glavno mjesto pohranjivanja državnih podataka. Za razliku od narodnih knjižnica, građani rijetko smiju posuđivati knjige. Nacionalna knjižnica također uključuje i brojna rijetka, vrijedna i druga djela od visokog nacionalnog značaja. Postoji više definicija za „nacionalnu knjižnicu”, a najvažniji čimbenik kojim je određena jest njen fond s obzirom na to da su često poznate po velikim zbirkama knjiga u odnosu na ostale knjižnice u državi. 
Brojne nacionalne knjižnice surađuju s odjelom Međunarodnog saveza knjižničarskih društava i ustanova (IFLA) u cilju komunikacije o zajedničkim zadacima, definiranja i promicanja određenih standarda, te provedbe projekata koji im pomažu u ispunjavanju njihovih dužnosti. Nacionalne knjižnice Europe udružene su u Europsku knjižnicu koja nudi pristup sadržajima 47 takvih knjižnica.
Prve nacionalne knjižnice potječu iz kraljevskih zbirki u vlasništvu monarha ili nekog drugog visokog političkog tijela, a prvi koncept za istu pripisuje se velško-engleskom matematičaru Johnu Deeu koji je 1556. godine predstavio vladarici Mariji I. Tudor viziju o pohranjivanju starih knjiga, rukopisa i drugih zapisa, no njegov plan nije proveden u djelo.

## Poveznice
Nac. knjižnica u Hrvatskoj
- Nacionalna i sveučilišna knjižnica u Zagrebu

Srodne vrste ustanova
- Narodna (javna) knjižnica
- Sveučilišna knjižnica

## Vanjske poveznice
- (engl.) National Libraries Section of the International Federation of Library Associations and Institutions (IFLA)  Arhivirana inačica izvorne stranice od 13. listopada 2008. (Wayback Machine)
- (engl.) Conference of Directors of National Libraries (CDNL)  Arhivirana inačica izvorne stranice od 8. rujna 2005. (Wayback Machine)
- (engl.) Conference of European National Librarians (CENL)

Wikimedijski zajednički poslužitelj:
|  | Zajednički poslužitelj ima još gradiva o temi Nacionalne knjižnice |